# Maynor Figueroa
Pour les articles homonymes, voir Maynor.
Maynor Figueroa, né le 2 mai 1983 à Jutiapa, est un footballeur international hondurien jouant au poste de défenseur gauche. International de 2003 à 2022, il est l'un des piliers de la sélection nationale du Honduras.

## Biographie

### Parcours en club

#### Bref passage aux Rapids du Colorado
Le 7 août 2015, les Rapids du Colorado annoncent la signature de Figueroa.

## Palmarès

### En club
CD Olimpia
- Championnat du Honduras en 2004 (Clausura), 2005 (Clausura), 2005 (Apertura) et 2006 (Clausura)
- Vainqueur de la Copa Interclubes UNCAF en 2006
- Finaliste de la Copa Interclubes UNCAF en 2005

 Wigan Athletic
- Vainqueur de la Coupe d'Angleterre en 2013

 Hull City
- Finaliste de la Coupe d'Angleterre en 2014

 FC Dallas
- Vainqueur de la Coupe des États-Unis en 2016

### En sélection
Honduras
- Finaliste de la Coupe UNCAF des nations en 2003